# Chaetopogon fasciculatus
Chaetopogon es un género monotípico de plantas herbáceas de la familia de las poáceas. Su única especie, Chaetopogon fasciculatus, es originaria de la región del Mediterráneo.

## Descripción
Tiene tallos de 3-40 cm de altura, erectos, geniculado-ascendentes o decumbentes, glabros. Hojas glabras, con lígula de 2-4 mm, y limbo de hasta 10 x 1,5 cm, plano o convoluto en la desecación. Panícula de 1-10 cm, subcilíndrica o elipsoidea, con ramas escábridas y pedúnculos de c. 0,2 mm. Espiguillas de 2,5-4 mm. Glumas de 2,5-4 mm, agudas, aculeado-escábridas; la inferior terminada en arista de 3-10 (-15) mm, recta. Lema de 2,5-3 mm, obtuso-dentada, glabra. Anteras de 1,4-2,2 mm. Cariopsis de 2 x 0,3 mm, linear. Tiene un número de cromosomas de 2n = 14. Florece de abril a junio.

## Taxonomía
Chaetopogon fasciculatus fue descrita por (Link) Hayek y publicado en Repertorium Specierum Novarum Regni Vegetabilis, Beihefte 30(3): 335. 1932.
Citología
El número cromosómico básico del género es x = 7, con números cromosómicos somáticos de 2n = 14.
Sinonimia
| - Agrostis articulata Brot. - Agrostis articulata Poir. - Agrostis longiseta Steud. - Agrostis subspicata (Willd.) Raspail - Agrostis triflora Steud. - Alopecurus fasciculatus (Link) Poir. - Chaeturus divaricatus DC. | - Chaeturus fasciculatus Link - Chaeturus fasciculatus subsp. prostratus (Hack. & Lange) Paunero - Chaeturus prostratus Hack. & Lange - Chaeturus spicatus Schrad. - Muhlenbergia divaricata DC. - Polypogon fasciculatus (Link) Pers. - Polypogon subspicatus Willd. - Vilfa articulata P.Beauv. |